# Matrilinearita
Matrilinearita (z lat. mater, matka, a linea, rodová linie), také uterinní příbuzenství, je takové uspořádání tradiční společnosti, kde se osobní atributy, privilegia a majetek dědí v mateřské linii. Vyskytuje se v zemědělských společnostech, zejména Severní Ameriky, například u indiánů Hopi a u Irokézů. Evolucionističtí antropologové jsou přesvědčeni, že představuje starší stadium než jeho opak – patrilinearita. Ve velmi archaických společnostech s volnou organizací může souviset s tím, že jen matka je vždycky bezpečně známa.

## Popis
Matrilineární uspořádání diskriminuje jednu z filiačních vazeb (typ příbuzenství, kdy jedna osoba pochází z druhé), v tomto případě vazby na otce. Důraz je naopak kladen na vazbu mezi potomky a jejich ženskými předky a mezi ženami a jejich potomky. Za matrilinii se považuje skupina, jejímž základem jsou ženy a jejich bratři. Mezi členy matrilineárního rodu tedy patří potomci ženy, včetně mužských potomků, jejichž děti už do něj ovšem nepatří, neboť jsou částí matrilinie své matky.
Postavení žen v matrilineárních a zejména matrilokálnich společnostech je většinou vyšší než ve společnostech patrilineárních.Je tomu tak především proto, že ženy v matrilineárních společnostech typicky žijí se svou pokrevní rodinou (matrilokalita) a jsou považovány za zdroje kontinuity, tedy stálosti a nepřetržitosti společnosti.

## Výskyt
Matrilinearita se nejčastěji, ne však výhradně, vyskytuje ve společnostech primitivních zemědělců ("kopaničářů") či pastevců, ve společnostech, které neužívají pluh. Evolucionističtí antropologové jsou přesvědčeni, že představuje starší stadium než jeho opak – patrilinearita, která je spojena s agrárními či industriálními společnostmi, tedy s pozdějšími vývojovými fázemi. Ve velmi archaických společnostech s volnou organizací může souviset s tím, že jen matka je vždycky bezpečně známa.
Jisté rysy matrilinearity vykazují i tradiční společnosti židovské: v halachickém židovství se za Židy pokládají děti židovské matky. Toto uspořádání zde však není příliš staré a vzniklo patrně až v souvislosti s obsazením Izraele Řeky ve 4. století př. n. l.

## Avunkulát
V matrilineárních společnostech se často vyskytuje tzv. avunkulát, tj. významná role strýce z matčiny strany, ujce, tj. matčina bratra, při výchově jejích dětí. Tím vzniká tzv. matrilineární dilema, kdy je muž vázán povinnostmi jak ke své vlastní matrilinii, tedy ke své sestře a její rodině, tak k matrilinii své manželky a tedy svých dětí. Zde je patrný rozdíl oproti patrilinearitě, kdy žena plně přejde do patrilinie svého muže. V matrilineární společnosti je muž celoživotně svázán se svými rodiči a sestrami.